# Holger Bech Nielsen
Holger Bech Nielsen (ur. 25 sierpnia 1941) – duński fizyk teoretyczny, emerytowany profesor Instytutu Nielsa Bohra na Uniwersytecie w Kopenhadze, gdzie rozpoczął studia fizyczne w 1961 roku.

## Praca
Nielsen wniósł oryginalny wkład w teoretyczną fizykę cząstek elementarnych, szczególnie w dziedzinie teorii strun. Niezależnie od Nambu i Susskinda jako pierwszy zaproponował, że model Veneziano jest w rzeczywistości teorią strun i dlatego jest uważany za jednego z ojców teorii strun. Za swoje badania naukowe otrzymał w 2001 roku wysoko cenioną Nagrodę Humboldta. W oryginalnych modelach podwójnych, które później zostałyby uznane za początki teorii strun, zmienne Koba-Nielsen są również nazwane jego imieniem i jego współpracownikiem Ziro Koba.
Nielsen jest znany w Danii ze swoich entuzjastycznych publicznych wykładów na temat fizyki i teorii strun, i często udziela się z nim wywiadów w codziennych wiadomościach, zwłaszcza na temat fizyki cząstek elementarnych. Brał udział w napisaniu książki duńskiego autora Jonasa Kulda Rathje pt. „Teoria wszystkiego”.
W serii ostatnich (2009) artykułów zamieszczonych na stronie internetowej arXiv.org Nielsen i jego kolega fizyk Masao Ninomiya zaproponowali radykalną teorię wyjaśniającą pozornie nieprawdopodobną serię awarii uniemożliwiających uruchomienie Wielkiego Zderzacza Hadronów (LHC). Zderzacz miał służyć do znajdowania dowodów istnienia hipotetycznej cząstki bozonu Higgsa. Zasugerowali, że cząsteczka może być tak odrażająca dla natury, że jej stworzenie cofa się w czasie i zatrzyma zderzacz, zanim zdąży go stworzyć, w sposób podobny do paradoksu podróży w czasie. Następnie LHC ogłosił odkrycie bozonu Higgsa w dniu 4 lipca 2012 r. Od lat 90. Nielsen opracował własną teorię powstania Wszechświata. Nazywa się to „dynamiką losową” i zakłada, że wszystkie podstawowe symetrie fizyczne są emergentne. Zgodnie z tą teorią, nasze symetrie i fundamentalne prawa fizyki byłyby najbardziej prawdopodobnym wynikiem zespołu wszystkich możliwych w przypadkowym i chaotycznym stanie podstawowym.
Nielsen jest członkiem Norweskiej Akademii Nauk i Literatury.